# Bilancia (araldica)
In araldica la bilancia è stata sempre utilizzata come simbolo di giustizia, equità, prudente amministrazione ed equilibrio.
Solitamente è rappresentata con due piatti.

Bilancia con due piatti (stemma di Oberhaid, Germania)
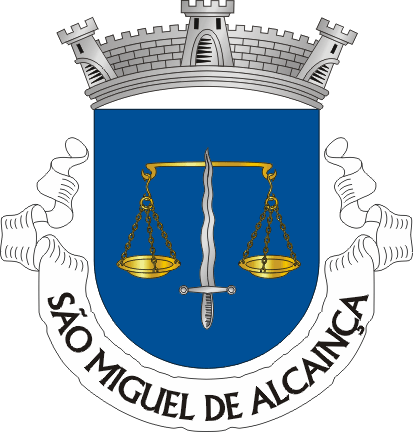
Spada ondeggiante che sostiene una bilancia (São Miguel de Alcainça, freguesia di Mafra, Portogallo)
Michele Arcangelo con la spada e la bilancia (Schopfheim, Germania)
Giustizia bendata con la spada e la bilancia (Wilthen, Germania)
Spada rovesciata d'argento, sostenente una bilancia d'oro (Mendata, Spagna)
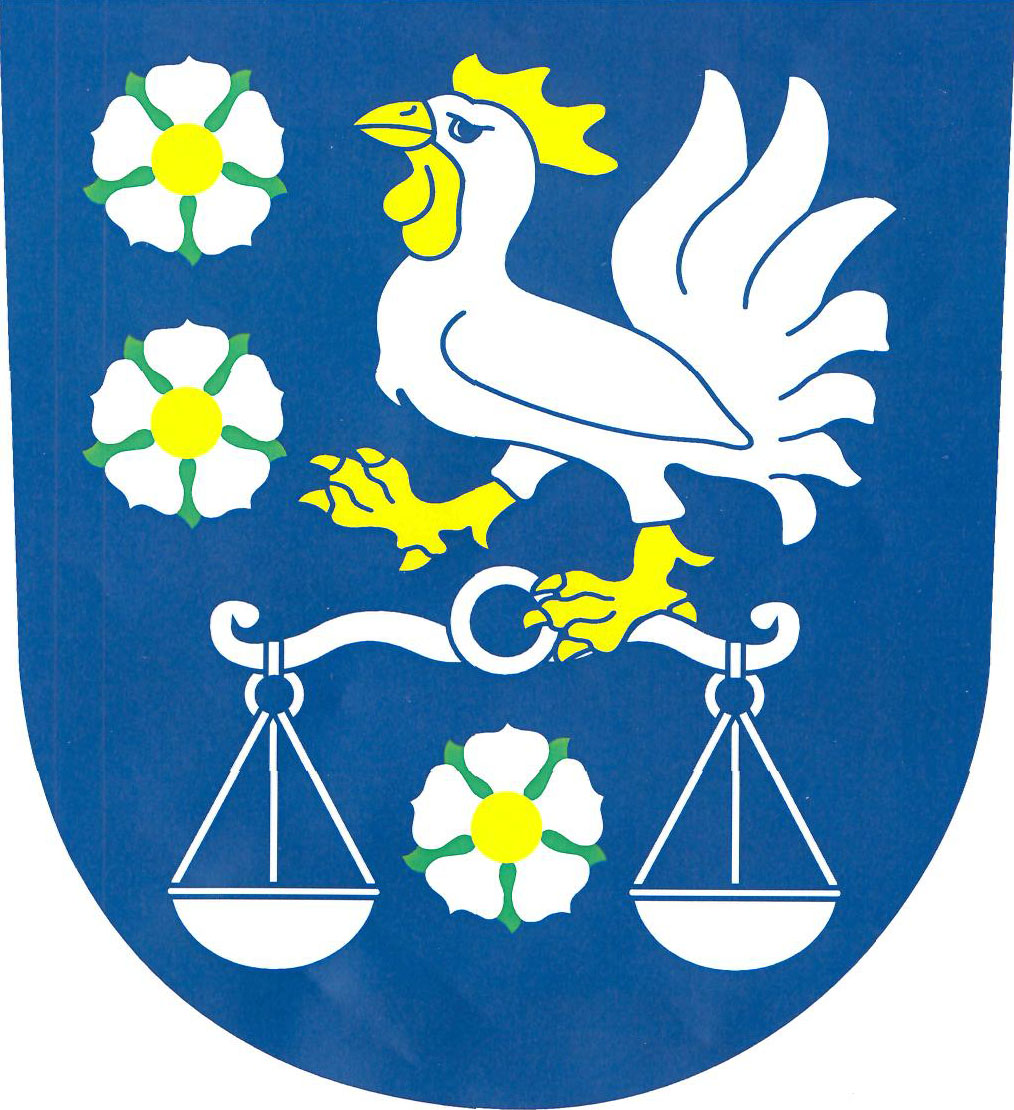
Gallo tenente bilancia (Kamenná, Repubblica Ceca)
Ali, spada e bilancia (Michele Arcangelo) che sconfigge il drago (Michalovice, Repubblica Ceca)
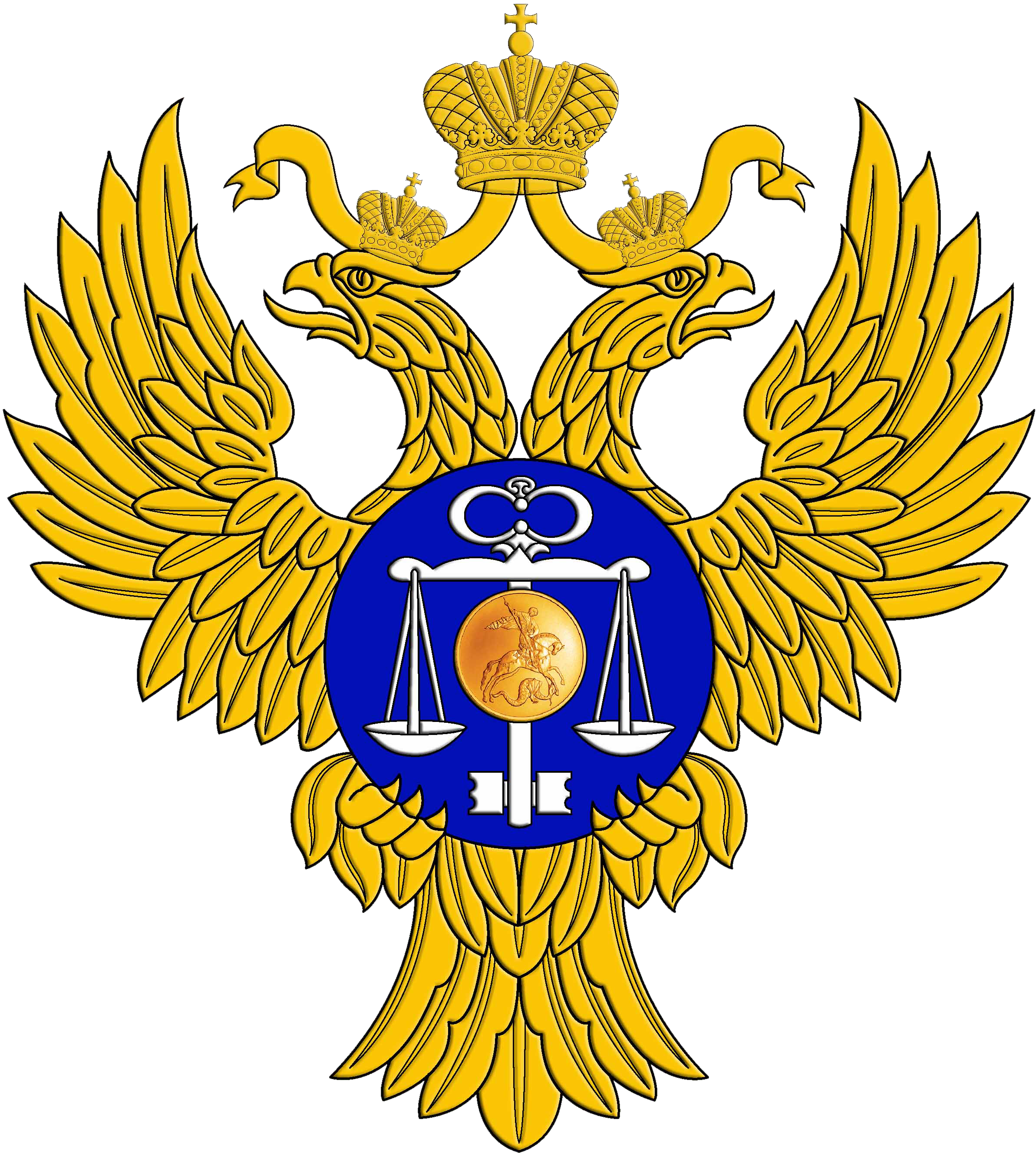
(Tesoreria Federale russa)
Leone tenente bilancia (Sarn, Svizzera)
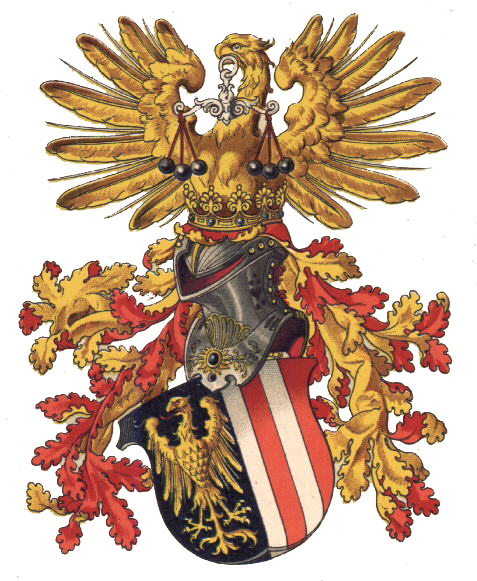
Aquila tenente bilancia (Paesi sopra l'Enns, Arciducato d'Austria, 1849-1918)
(stemma di Rotenhain, Germania)
Leone con bilancia (Garínoain, Spagna)
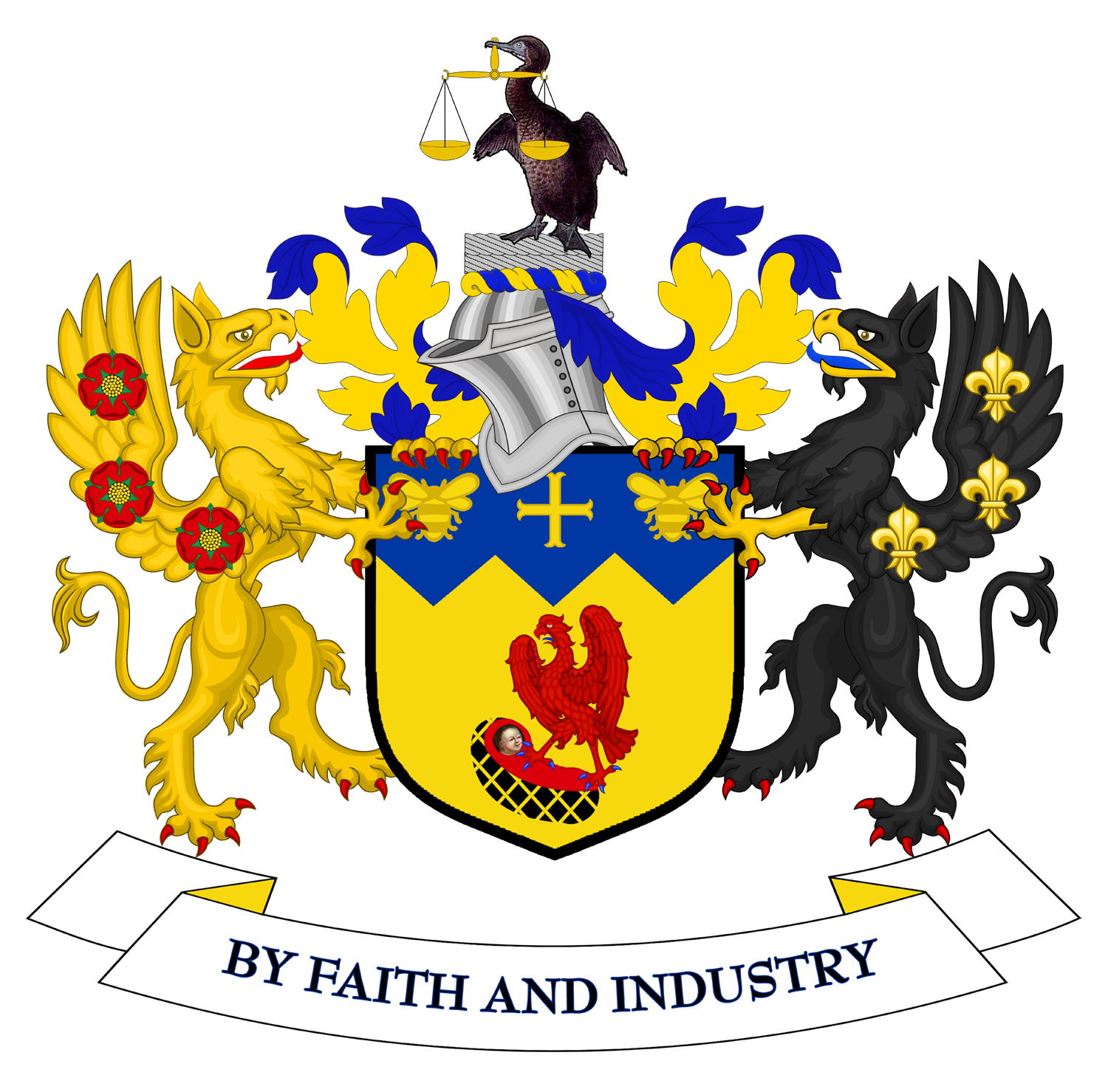
Stemma del Camerun
Stemma di San Michele Mondovì